# Wierzchowiny (powiat zamojski)
Wierzchowiny – wieś w Polsce położona w województwie lubelskim, w powiecie zamojskim, w gminie Zamość, nad Topornicą.
W latach 1975–1998 miejscowość należała administracyjnie do województwa zamojskiego.
Wieś jest sołectwem w gminie Zamość. Według Narodowego Spisu Powszechnego z roku 2011 wieś liczyła 140 mieszkańców.
Wierni Kościoła rzymskokatolickiego należą do parafii św. Andrzeja Boboli w Kosobudach.

## Historia
Wieś położona w południowej części gminy Zamość. Po raz pierwszy jej nazwa pojawiła się na planie dóbr klucza lipskiego Ordynacji Zamojskiej z 1840 roku. W Słowniku geograficznm Królestwa Polskiego nie występuje. Według spisu powszechnego z roku 1921, Wierzchowiny leśniczówka i wieś w gminie Mokre posiadały 27 domów i 168 mieszkańców w tym 2 Rusinów.